# Veronica TV (HMG)
Veronica is een voormalige Nederlandse televisiezender, onderdeel van de Holland Media Groep (HMG, tegenwoordig RTL Nederland). De zender richtte zich op een jonge doelgroep met vooral veel reality, speelfilms en amusement.
Vanaf 2 april 2001 werd de zender omgedoopt tot Yorin en per 21 februari 2005 tot RTL 7.

## Geschiedenis
De zender Veronica is ontstaan op 1 september 1995, toen de Vereniging Veronica uit het publieke bestel stapte.
Vervolgens werd de tv-zender Veronica samen met RTL 4, RTL 5 en de radiozender Hitradio Veronica ondergebracht in de Holland Media Groep, een joint venture van de Vereniging Veronica en CLT-UFA (tegenwoordig RTL Group).
Omdat een voorgenomen deelneming van Endemol niet mogelijk bleek, nam CLT-Ufa deze belangen over. Hierdoor kreeg laatstgenoemde de meerderheid van de aandelen in handen. De Vereniging Veronica voelde zich hierdoor een ondergeschoven kindje, en trok zich in 2000 terug waardoor alle aandelen in handen kwamen van CLT-UFA (inmiddels omgedoopt tot RTL Group).
Hierdoor hield de Holland Media Groep en daarmee RTL Group (sinds het begin) alle rechten op de televisiezender Veronica, de naam bleef echter eigendom van de Vereniging Veronica. Dit leidde ertoe dat de zender op 2 april 2001 werd omgedoopt tot Yorin.
In 2002 begon de Vereniging Veronica een nieuwe televisiezender Veronica. Deze werd een mislukking, waarna in 2003 SBS Broadcasting BV de zender V8 omdoopte in Veronica TV en een nieuw leven voor Veronica TV begon. Vereniging Veronica heeft behalve het merkenrecht geen zeggenschap over deze tv-zender.